# Euphthiracarus diatropos
Euphthiracarus diatropos är en kvalsterart som beskrevs av Wojciech Niedbała 2004. Euphthiracarus diatropos ingår i släktet Euphthiracarus och familjen Euphthiracaridae. Inga underarter finns listade i Catalogue of Life.